# 8-氨甲酰基环佐辛
8-氨甲酰基环佐辛（缩写：8-CAC）是一种含氮有机化合物，分子式C
19H
26N
2O，属于环佐辛衍生物，可作为類阿片镇痛药，由伦斯勒理工学院的Mark P. Wentland等人研发。